# Montdurausse
Montdurausse – miejscowość i gmina we Francji, w regionie Oksytania, w departamencie Tarn.
Według danych na rok 1990 gminę zamieszkiwało 218 osób, a gęstość zaludnienia wynosiła 14 osób/km² (wśród 3020 gmin regionu Midi-Pireneje Montdurausse plasuje się na 845. miejscu pod względem liczby ludności, natomiast pod względem powierzchni na miejscu 739.).